# Société Gladiator

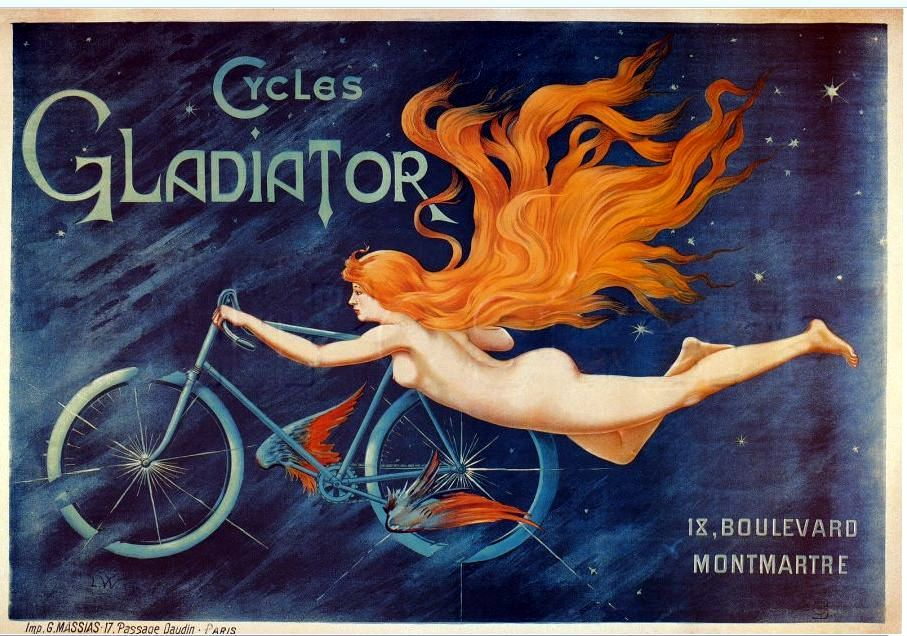
Werbeplakat für „Gladiator“-Fahrräder von Georges Massias.

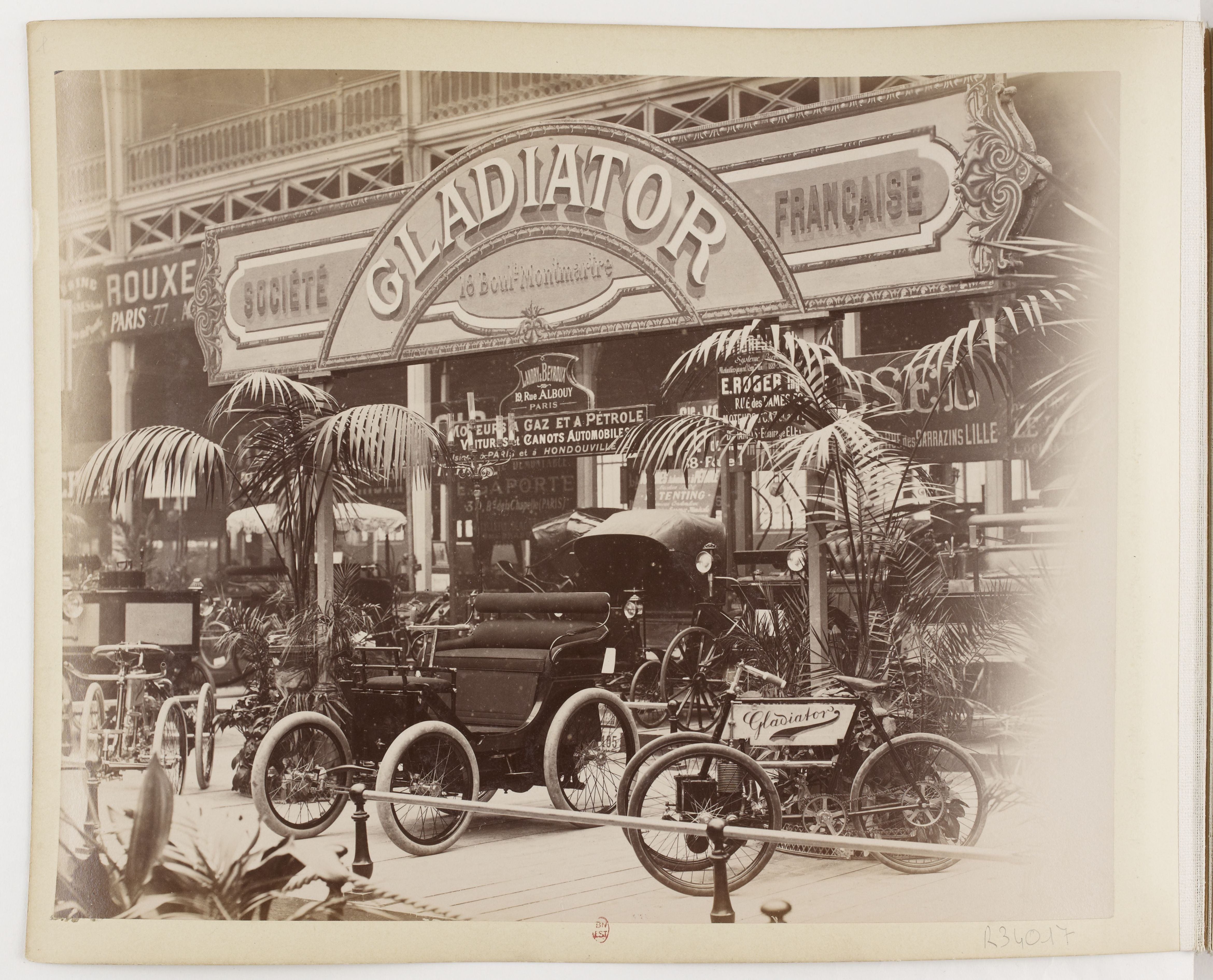
Gladiator-Stand am Salon du Cycle 1896.

Die Société Gladiator war ein französisches Unternehmen zur Fahrzeugherstellung. Markenname war Gladiator.

## Unternehmensgeschichte
Jean Aucoc und der Automobilpionier Alexandre Darracq gründeten 1891 die Société Aucoc et Darracq zur Herstellung von Fahrrädern. Seinen Sitz hatte es zunächst in Le Pré-Saint-Gervais nordöstlich von Paris. 1894 wandelten sie das Unternehmen in eine Aktiengesellschaft namens Société Anonyme des Cycles Gladiador um.
Das Unternehmen entwickelte sich sehr erfolgreich. Darracq experimentierte bald auch mit Automobilen. Ende 1896 verkaufte er seinen Anteil mit gutem Gewinn und gründete mit diesem Kapital die Perfecta-Werke, aus denen später Automobiles Darracq S.A. entstand.
Käufer war ein mit britischem Kapital finanziertes Konsortium um Henry John Lawson und Charles Chetwynd-Talbot vom British Motor Syndicate. Zum Syndikat gehörte auch die Humber-Gruppe. Außerdem wurden Clément & Cie  und die französische Abteilung von Humber aufgekauft und das neue Unternehmen Clément, Gladiator and Humber (France) Limited genannt. Vorsitzender der Gruppe wurde Adolphe Clément.
Clément reorganisierte in der Folge den französischen Zweig als „Clément-Gladiator“ und den englischen als „Clément-Talbot“. Mit dem Bau einer zweiten Fabrik in Levallois-Perret, einem westlichen Vorort von Paris, wurde im Jahr 1897 der Ingenieur Leneveu beauftragt. Dort baute Clément unter dem Markennamen Gladiator seine ersten Einzylinder-Automobile. Auch die Voiturettes Clément-De Dion Phaëtonnet und  Clément-Panhard Type VCP wurden ab 1898 hier hergestellt.
Der Konzern zerfiel im Jahr 1903. Während Chetwynd-Talbot die neu gegründete Gesellschaft Clement Talbot Ltd übernahm, verkaufte Clément die Lizenzen seiner Kraftfahrzeuge und gründete seinerseits ein neues Unternehmen mit einem Werk in der Picardie.
Vinot & Deguingand kaufte 1909 die Gladiator-Werke. Die nächsten Modelle entsprachen den Modellen von Vinot & Deguingand.

## Fahrzeuge
Ende 1895 wurde ein Dreirad (Tricycle) mit Benzinmotor vorgestellt. Die beiden Räder vorne waren gelenkt; zwischen ihnen war der Motor eingebaut, der über eine Kette das Hinterrad antrieb. Der luftgekühlte Einzylindermotor mit 0,75 PS hatte eine Drehzahl von 600/min und ermöglichte eine Geschwindigkeit bis zu 30 km/h.
Das erste vierrädrige Modell von 1896 hatte einen Einzylindermotor mit 4 PS Leistung im Heck; eine zeitgenössische Quelle beschreibt allerdings einen horizontalen Doppelzylinder-Viertaktmotor mit 4 PS Leistung. Die Betriebsdrehzahl lag bei 680/min. Der kleine Zweisitzer – mit zusätzlichem vorderen vis-à-vis-Sitz entgegen der Fahrtrichtung – war auf einem Stahlrohrrahmen aufgebaut und wog 200 kg. Das Getriebe hatte zwei Vorwärtsgänge. Als Höchstgeschwindigkeit wurden 30 km/h angegeben.
1898 begann zuerst die Produktion des Clément-De Dion Phaëtonnet mit dem „schnelllaufenden“ (etwa 600/min) De-Dion-Bouton-Einzylindermotor mit 269 cm³ Hubraum und 2¼ PS Leistung wurde das Phaëtonnet angetrieben, der üblicherweise zum Antrieb leichterer Tricycles verwendet wurde, aber auch das erste Benzinauto von De Dion-Bouton, das Vis-à-vis, in seiner ersten Ausführung antrieb. Auch für das erste Serienmodell von Renault, den Type A, griff man auf diese unkomplizierte und leichte Maschine zurück. Zu Ende des Jahres lief die Fertigung des Clément-Panhard als Auftragsarbeit an; 1899 erfolgte die Produktion in Lizenz. Der Motor P1E war eine Variation des in Lizenz bei Panhard & Levassor gebauten Daimler V2.
1899 folgten Modelle mit Frontmotoren, Zweiganggetriebe und Kettenantrieb zur Hinterachse. Genannt sind Einbaumotoren von Aster mit 2,5 PS und 3,5 PS. 1905 gab es ein Zweizylindermodell sowie zwei Modelle mit Vierzylindermotoren mit 3000 cm³ Hubraum bzw. 4000 cm³ Hubraum und 28 PS Leistung. 1907 wurde ein Gladiator mit Sechszylinder Motor mit 5528 cm³ Hubraum mit einer Bohrung von 95 mm und einem Hub von 130 mm vorgestellt. Das Fahrzeug leistete 37 PS bei 1000/min und kurzzeitig 40 PS bei 1200/min.
1914 gab es die Vierzylindermodelle 12/14 CV mit 1692 cm³ Hubraum, 15,9 CV mit 2210 cm³ Hubraum, 15/20 CV mit 2612 cm³ Hubraum und 25/30 CV mit 4804 cm³ Hubraum. Die beiden kleineren Modelle wurden noch nach dem Ersten Weltkrieg bis 1920 angeboten.

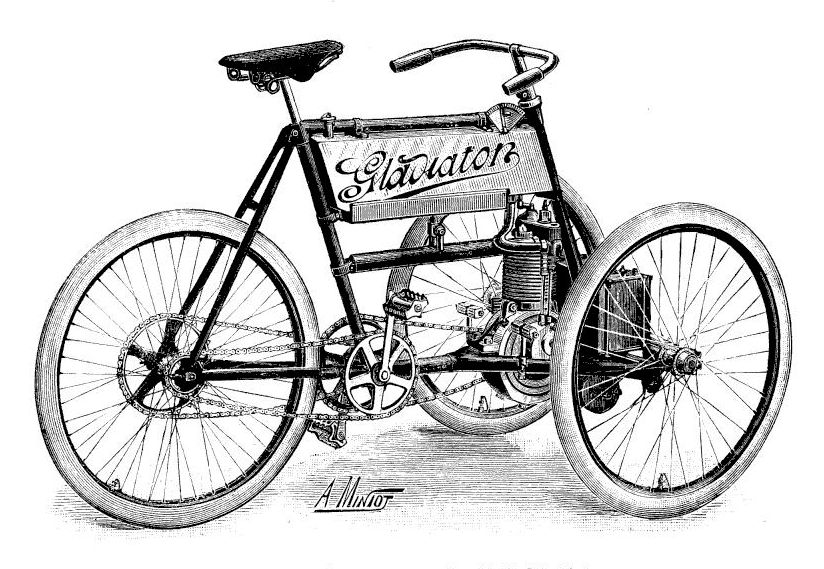
Gladiator Tricycle à pétrole (1895)
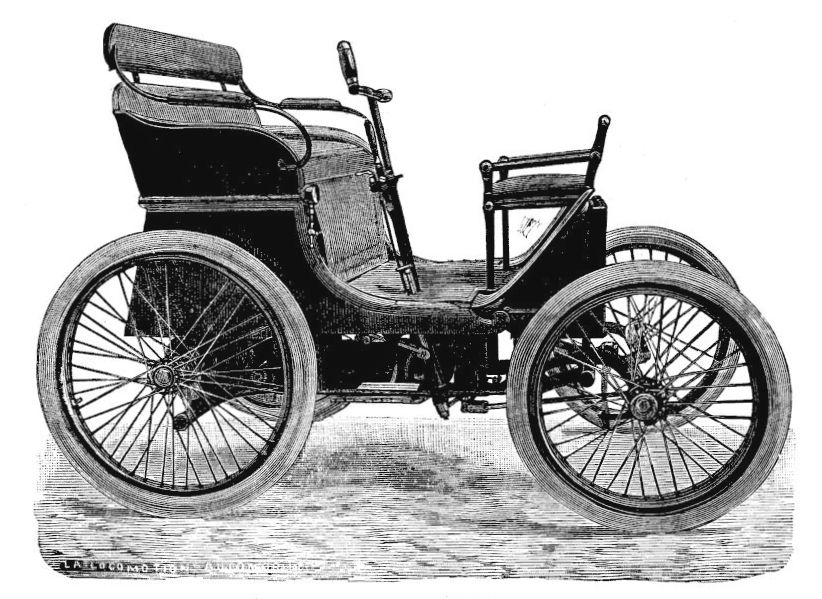
Gladiator 4 HP (1896)
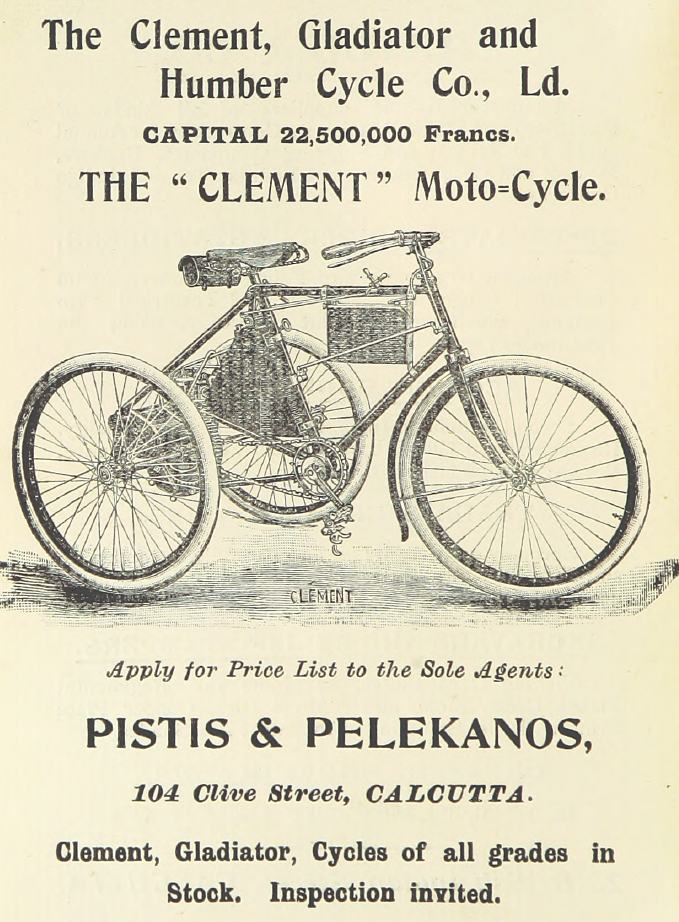
Anzeige der Clément, Gladiator & Humber & Co. Limited in einer indischen Zeitung (1898)
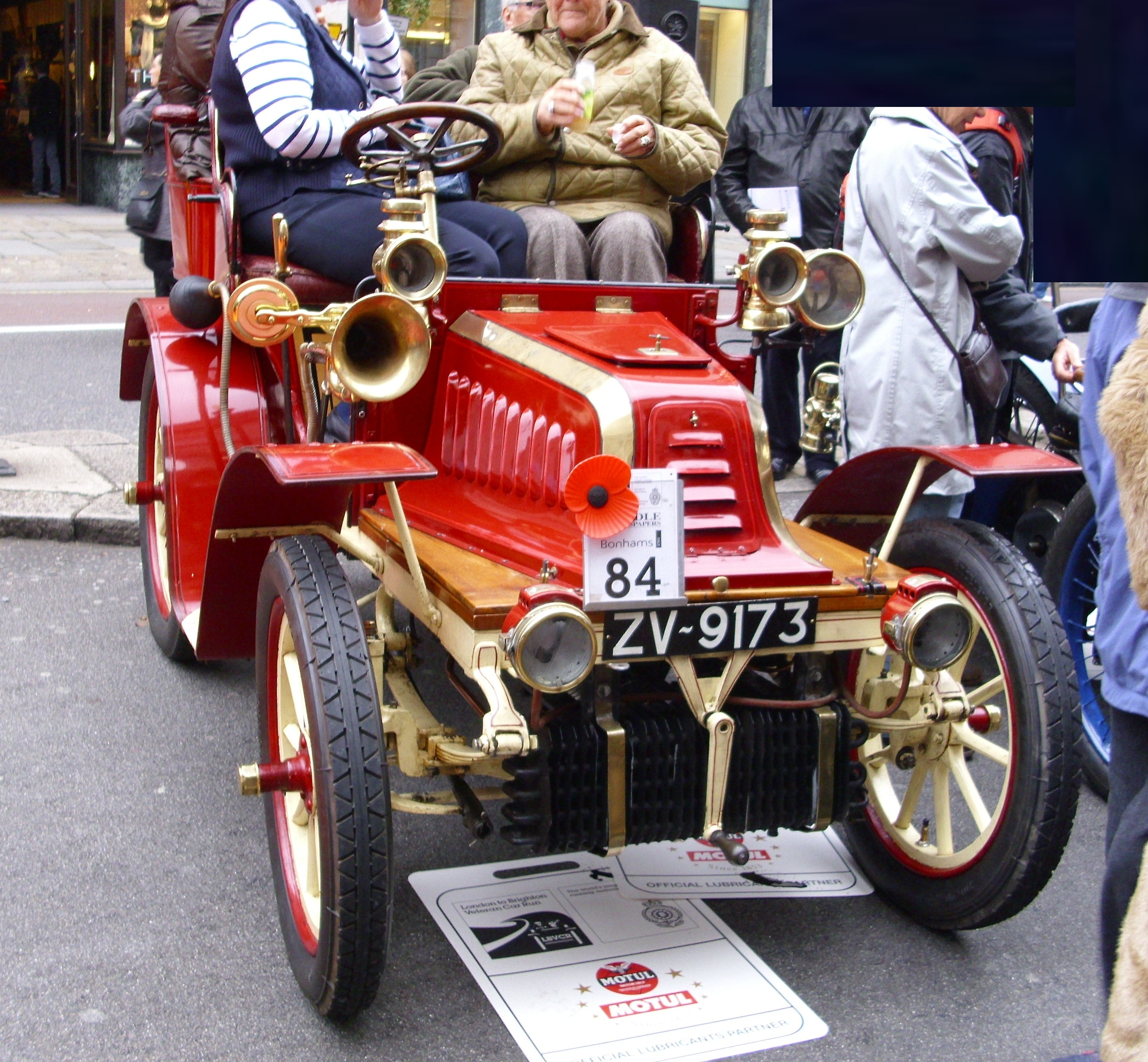
Gladiator (1900)
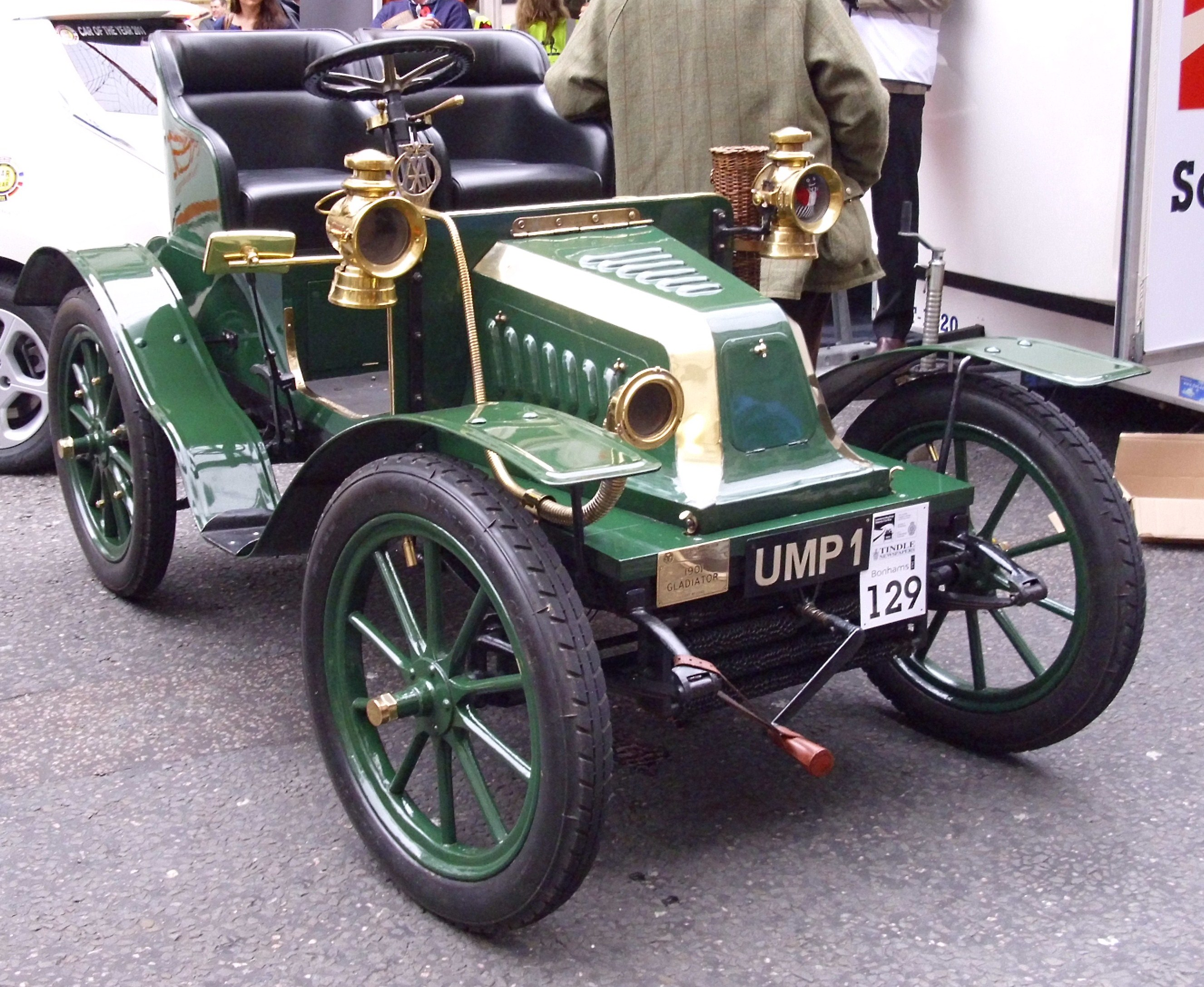
Gladiator (1901)
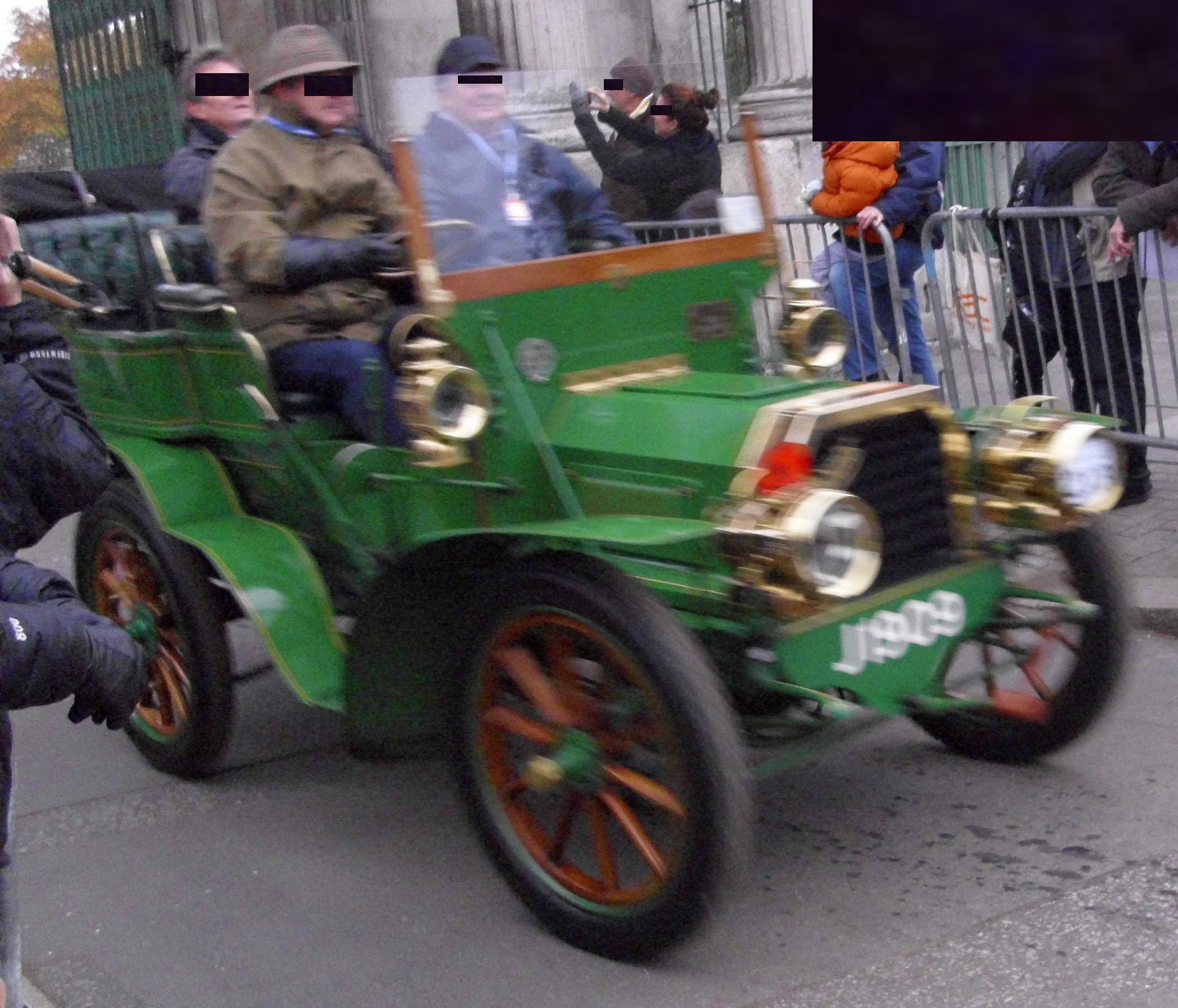
Gladiator (1902)
Gladiator (1902)
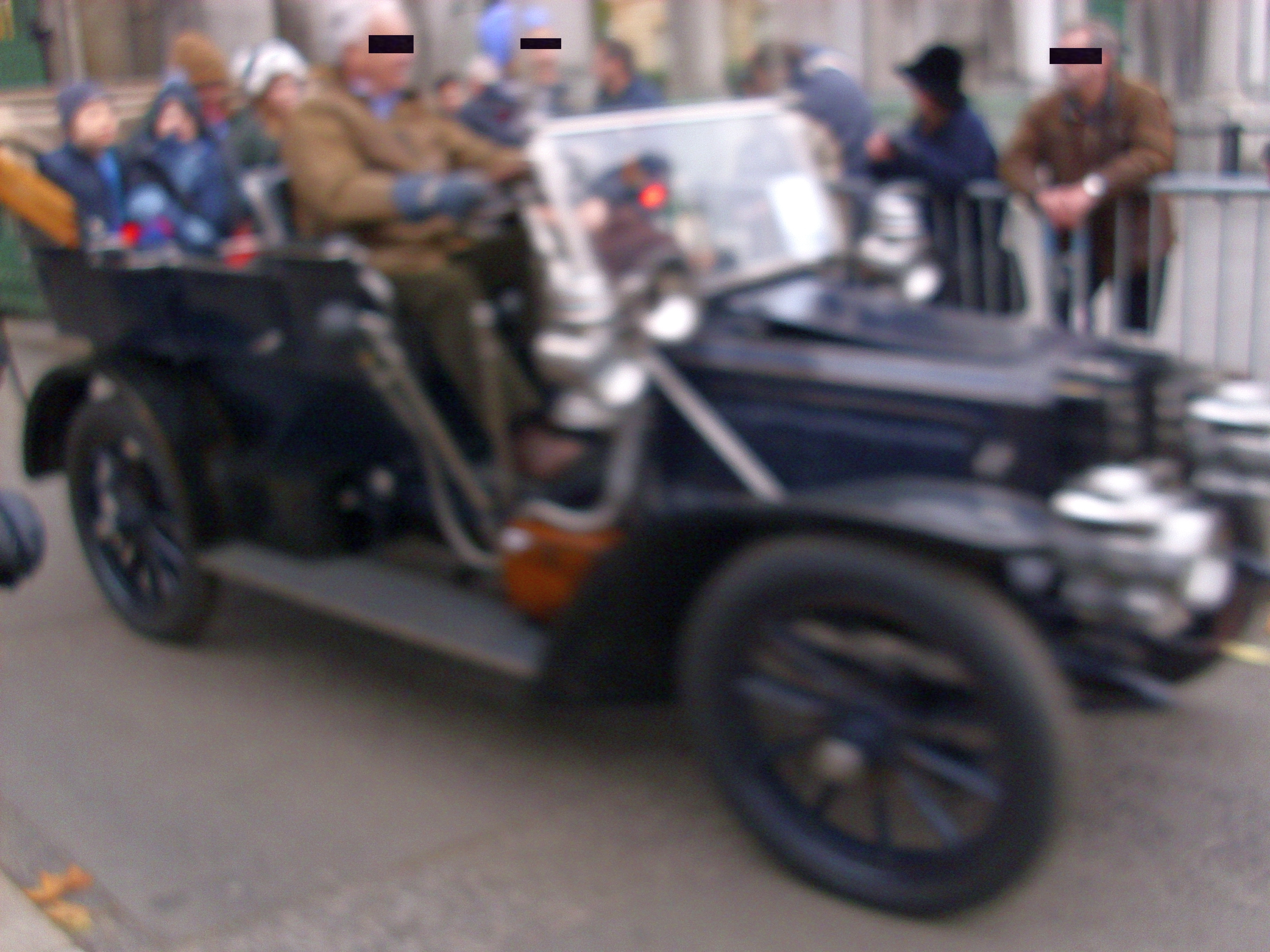
Gladiator (1904)
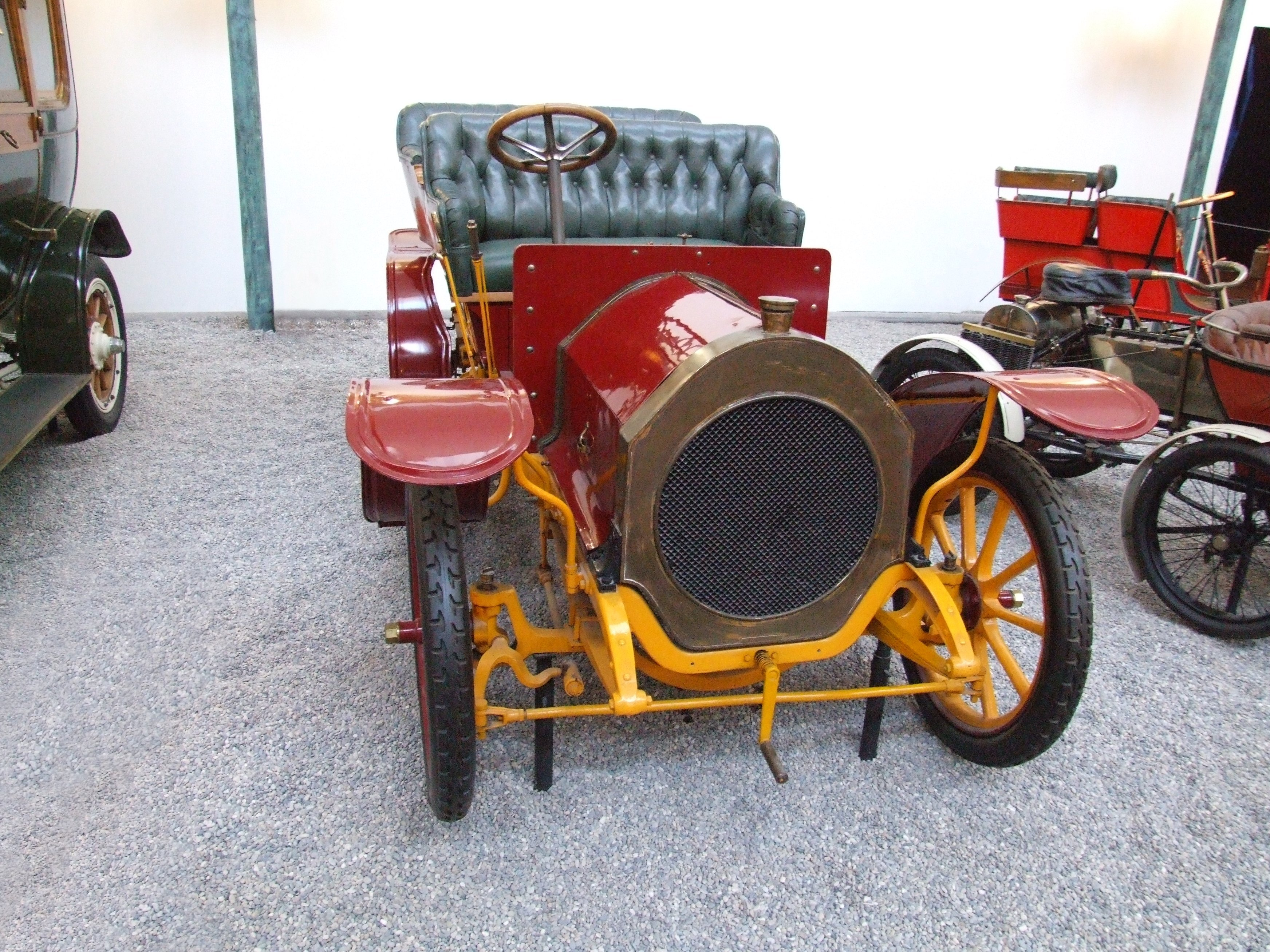
Gladiator im Cité de l’Automobile (1907)
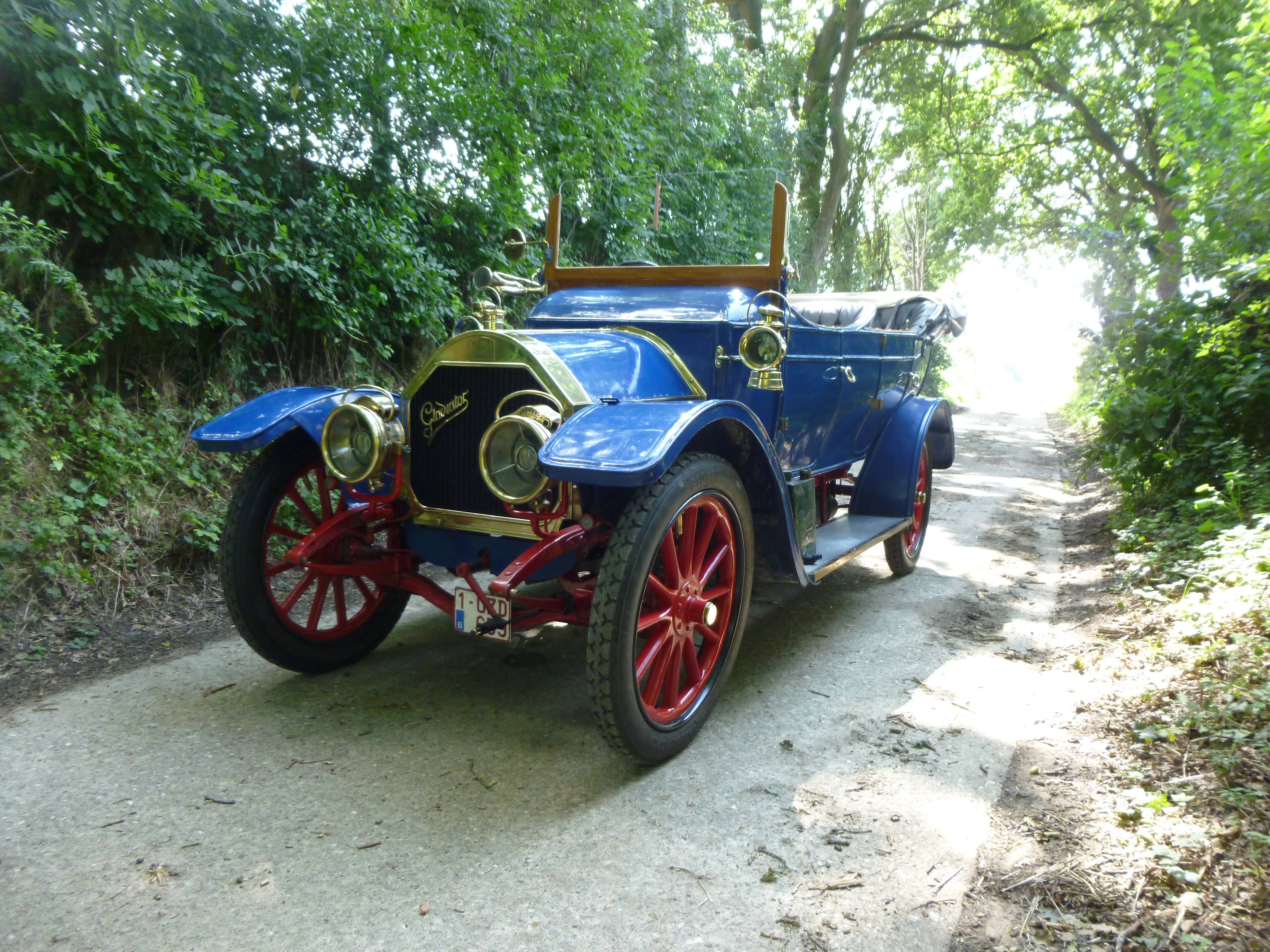
Gladiator Type P (1910)
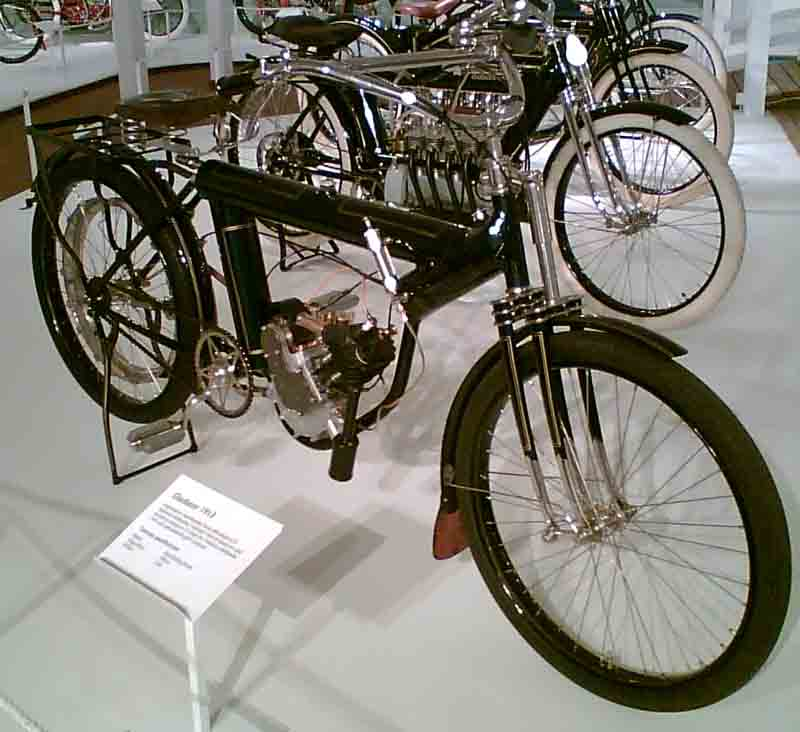
Gladiator-Motorrad (1913)